# آنیبال لگوئیزامون
آنیبال لگوئیزامون (انگلیسی: Aníbal Leguizamón؛ زادهٔ ۱۰ ژانویهٔ ۱۹۹۲) بازیکن فوتبال اهل آرژانتین است.
از باشگاه‌هایی که در آن بازی کرده‌است می‌توان به باشگاه فوتبال آرسنال ساراندی اشاره کرد.